# Saint-Léger-sous-la-Bussière
Pour les articles homonymes, voir Saint-Léger et La Bussière.
Saint-Léger-sous-la-Bussière est une commune française située dans le département de Saône-et-Loire, en région Bourgogne-Franche-Comté.

## Géographie
Saint-Léger-sous-la-Bussière est à 7 km de Matour, à 8 km de Tramayes, à 10 km de Cluny, à 34 km de Mâcon.
La commune est arrosée par la Grosne, affluent de la Saône. qui prend sa source dans les monts du Beaujolais et se jette dans la Saône à Marnay.
La commune est à la limite du Charolais, du Beaujolais et du Mâconnais.
Elle se compose de plusieurs hameaux, qui sont notamment Pontcharas, la Belouse et la Bussière.

### Communes limitrophes
Les communes limitrophes sont Saint-Pierre-le-Vieux, Tramayes, Trambly, Navour-sur-Grosne et Deux-Grosnes.

### Climat
Pour des articles plus généraux, voir Climat de la Bourgogne-Franche-Comté et Climat de Saône-et-Loire.
En 2010, le climat de la commune est de type climat océanique dégradé des plaines du Centre et du Nord, selon une étude du Centre national de la recherche scientifique s'appuyant sur une série de données couvrant la période 1971-2000. En 2020, Météo-France publie une typologie des climats de la France métropolitaine dans laquelle la commune est exposée à un climat de montagne ou de marges de montagne et est dans la région climatique Centre et contreforts nord du Massif Central, caractérisée par un air sec en été et un bon ensoleillement.
Pour la période 1971-2000, la température annuelle moyenne est de 10,8 °C, avec une amplitude thermique annuelle de 17,3 °C. Le cumul annuel moyen de précipitations est de 900 mm, avec 11,5 jours de précipitations en janvier et 7,7 jours en juillet. Pour la période 1991-2020, la température moyenne annuelle observée sur la station météorologique de Météo-France la plus proche, « Matour_sapc », sur la commune de Matour à 6 km à vol d'oiseau, est de 11,0 °C et le cumul annuel moyen de précipitations est de 1 029,8 mm. 
La température maximale relevée sur cette station est de 39 °C, atteinte le 24 juillet 2019 ; la température minimale est de −16,4 °C, atteinte le 5 février 2012,,.
Les paramètres climatiques de la commune ont été estimés pour le milieu du siècle (2041-2070) selon différents scénarios d'émission de gaz à effet de serre à partir des nouvelles projections climatiques de référence DRIAS-2020. Ils sont consultables sur un site dédié publié par Météo-France en novembre 2022.

## Urbanisme

### Typologie
Au 1er janvier 2024, Saint-Léger-sous-la-Bussière est catégorisée commune rurale à habitat très dispersé, selon la nouvelle grille communale de densité à sept niveaux définie par l'Insee en 2022.
Elle est située hors unité urbaine. Par ailleurs la commune fait partie de l'aire d'attraction de Mâcon, dont elle est une commune de la couronne,. Cette aire, qui regroupe 105 communes, est catégorisée dans les aires de 50 000 à moins de 200 000 habitants,.

### Occupation des sols
L'occupation des sols de la commune, telle qu'elle ressort de la base de données européenne d’occupation biophysique des sols Corine Land Cover (CLC), est marquée par l'importance des territoires agricoles (90 % en 2018), une proportion identique à celle de 1990 (90 %). La répartition détaillée en 2018 est la suivante : prairies (70,1 %), zones agricoles hétérogènes (19,9 %), forêts (10 %). L'évolution de l’occupation des sols de la commune et de ses infrastructures peut être observée sur les différentes représentations cartographiques du territoire : la carte de Cassini (XVIIIe siècle), la carte d'état-major (1820-1866) et les cartes ou photos aériennes de l'IGN pour la période actuelle (1950 à aujourd'hui).

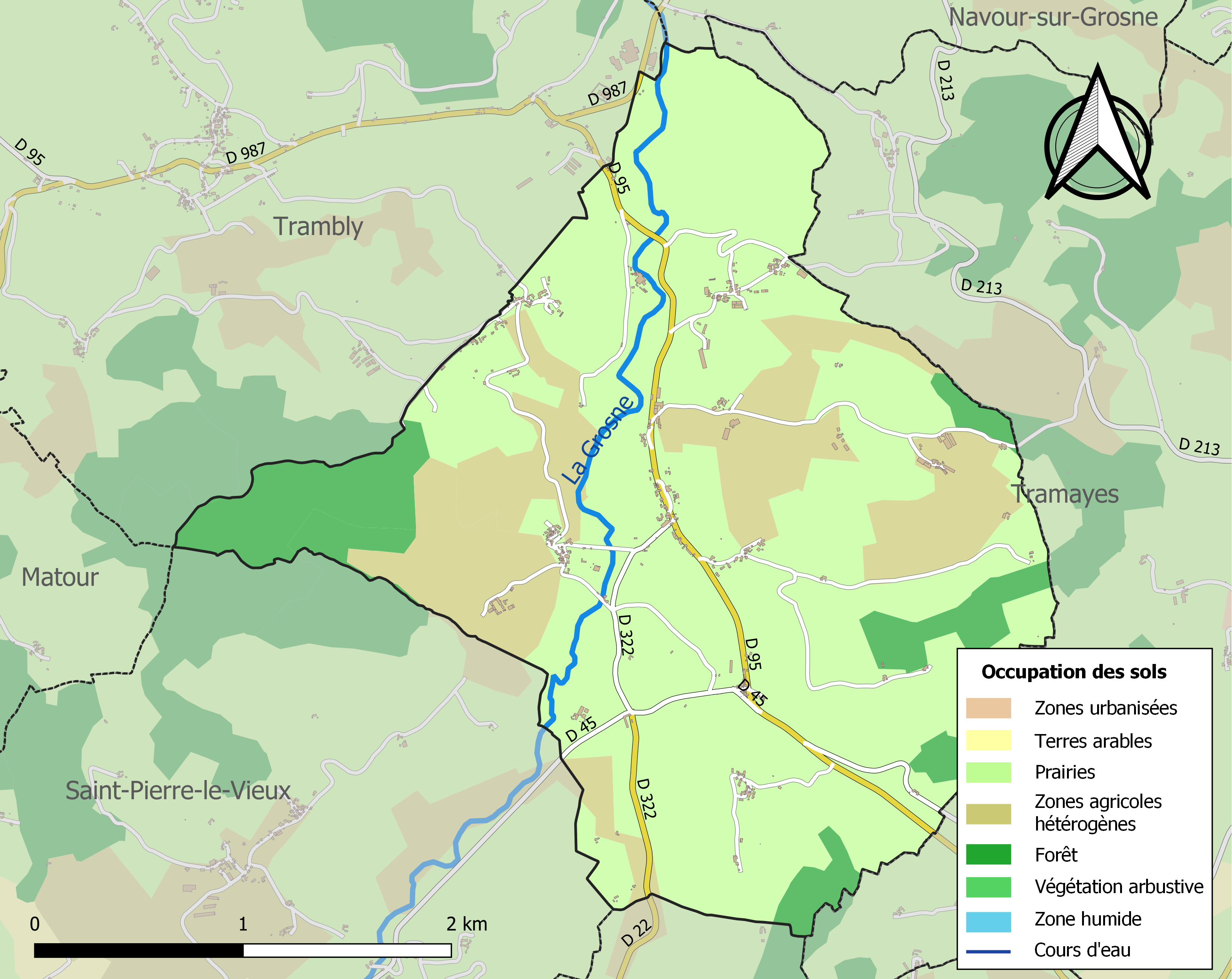
Carte des infrastructures et de l'occupation des sols de la commune en 2018 (CLC).

## Histoire
« Sancti Leodegarii » existait à l'époque gallo-romaine et une voie romaine le traversait. « Sanctus Leodegarius prope Buxeria » est le nom latin indiqué par Courtépée.
Dominant St Léger,le château de la Bussière a été une véritable forteresse, situé sur une éminence d'où il commandait tout le voisinage. Avant le Xe siècle, ce sont les Déchaux, issus du clan Bérard, qui étaient sires de la Bussière. Le château fut un temps confié en chasement aux sires de Beaujeu,issus de la même lignée, avant d'être repris au XIIIe siècle par Renaud Déchaux qui, pressé de dettes, fut contraint de vendre ses biens à Cluny.(G. Duby inla société aux XI et XIIe siècle dans la région mâconnaise). Mis à sac par Antoine de Toulongeon, maréchal du duc de Bourgogne, le 24 septembre 1424, le château fut par la suite vendu à un noble lyonnais, émigré d'origine florentine, Batoloméo Paffi (que l'on trouve parfois par erreur nommé de Passy ou de Paphy). Riche marchand, l'un des dix premiers contribuables lyonnais, (il exerçait à la fois les métiers d'épicier (vente d'épices), de drapier (soieries) et de banquier (lettres de change). Il acquit, avec le château, le titre de baron de la Bussière et de la Garde, et s'offrit en même temps les seigneuries de Néronde et Cleppé. Marié avec Jeanne du Chastel qui lui fit quatre enfants, c'est son fils, Jean (« Bello ») de Paffi, né vers 1500, qui lui succédera jusqu'à sa mort située entre 1555 et 1560. Les Paffi s'étaient parfaitement intégrés dans le paysage aristocratique lyonnais et avaient noué des alliances avec les plus prestigieuses familles. Jean « Bello » également baron de la Bussière et de la Garde, était échevin de Lyon et épousait Constance Henry, fille de Guyot Henry, échevin de Lyon et comte de Crémieu. Leur fille Marguerite de Paffi épousait le 11 novembre 1563 René de Laurencin, issu de la grande famille  des Laurencin, et apporta la Bussière dans la corbeille de mariage. À cette occasion, elle faisait reconnaître par sept habitants du lieu ses droits sur son péage de Poncharras qu'elle donne à bail au sieur Laborier. La Bussière entra ainsi dans les mains des Laurencin. Philippe de Laurencin, né en 1564, époux  en 1590 de Jeanne de Foudras hérita de la baronnie. Leur fils Jean de Laurencin, fut à son tour baron de la Bussière. Son héritier, Pierre de Laurencin, capitaine au régiment d'Uxel, fut tué au service du Roi, et la Bussière fut transmise vers 1670 aux Foudras (avec Louis de Foudras), lesquels gardèrent la baronnie jusqu'à la Révolution (source : JM Roche SGLB).
C. Ragut décrit, en 1838, les activités présentes à Saint-Léger-sous-la Bussière : 3 moulins à blé, 1 moulin à huile, 2 tuileries et fours à chaux, une scierie à bois, une scierie à pierres, une petite papeterie où l'on ne fabrique que du papier gris qui s'exporte à Lyon.

## Politique et administration

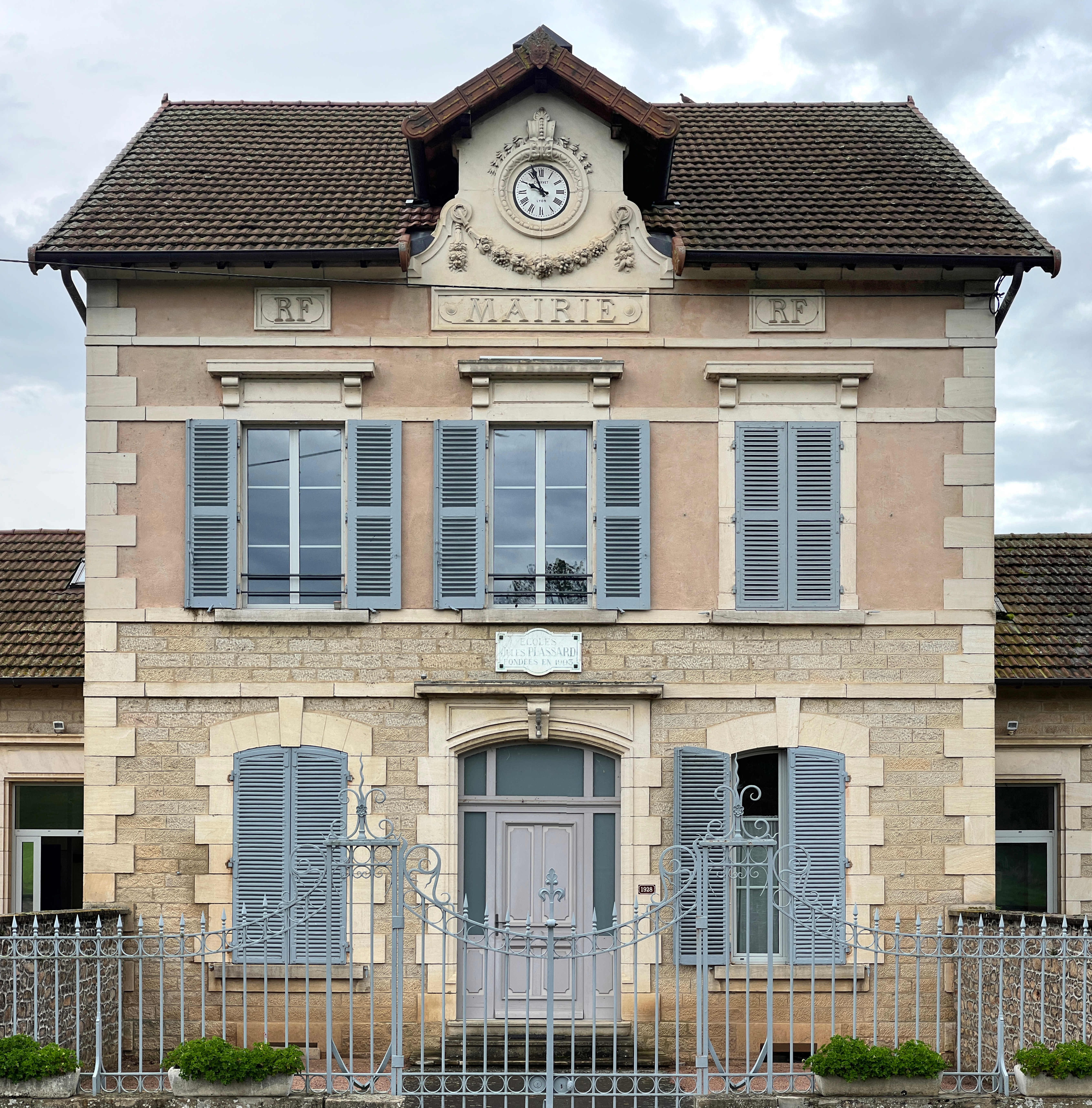
La mairie.

| Période                                  | Période  | Identité       | Étiquette | Qualité |
| ---------------------------------------- | -------- | -------------- | --------- | ------- |
| avant 1981                               | ?        | Jean Lapalus   | DVG       |         |
| mars 2008                                | En cours | Pierre Lapalus |           |         |
| Les données manquantes sont à compléter. |          |                |           |         |

## Démographie
L'évolution du nombre d'habitants est connue à travers les recensements de la population effectués dans la commune depuis 1793. Pour les communes de moins de 10 000 habitants, une enquête de recensement portant sur toute la population est réalisée tous les cinq ans, les populations de référence des années intermédiaires étant quant à elles estimées par interpolation ou extrapolation. Pour la commune, le premier recensement exhaustif entrant dans le cadre du nouveau dispositif a été réalisé en 2007.

En 2022, la commune comptait 287 habitants, en évolution de +9,96 % par rapport à 2016 (Saône-et-Loire : −1,06 %, France hors Mayotte : +2,11 %).
| 1793 | 1800 | 1806 | 1821 | 1831 | 1836 | 1841 | 1846 | 1851 |
| ---- | ---- | ---- | ---- | ---- | ---- | ---- | ---- | ---- |
| 639  | 503  | 676  | 754  | 780  | 750  | 770  | 770  | 796  |

| 1856 | 1861 | 1866 | 1872 | 1876 | 1881 | 1886 | 1891 | 1896 |
| ---- | ---- | ---- | ---- | ---- | ---- | ---- | ---- | ---- |
| 778  | 686  | 643  | 656  | 572  | 593  | 568  | 585  | 592  |

| 1901 | 1906 | 1911 | 1921 | 1926 | 1931 | 1936 | 1946 | 1954 |
| ---- | ---- | ---- | ---- | ---- | ---- | ---- | ---- | ---- |
| 560  | 590  | 545  | 485  | 450  | 457  | 402  | 372  | 368  |

| 1962 | 1968 | 1975 | 1982 | 1990 | 1999 | 2006 | 2007 | 2012 |
| ---- | ---- | ---- | ---- | ---- | ---- | ---- | ---- | ---- |
| 347  | 328  | 297  | 278  | 276  | 256  | 265  | 266  | 246  |

| 2017 | 2022 | - | - | - | - | - | - | - |
| ---- | ---- | - | - | - | - | - | - | - |
| 271  | 287  | - | - | - | - | - | - | - |

Les 242 habitants de la commune, au 31 décembre 2014, se répartissent en 72 de moins de 30 ans, 101 de 30 à 59 ans et 68 de 60 ans et plus.
Parmi les 80 personnes qui  ont entre 15 et 64 ans. 80,4 % sont des actifs ayant un emploi, 5,1  % sont chômeurs, 2,5 % sont élèves ou étudiants, 9,5 % sont retraités ou préretraités et 2,5 % d'autres inactifs.

## Logement
Le nombre de logements existants dans la commune en 2014 est de 163 ; 114 sont des résidences principales, 27 des résidences secondaires ou des logements occasionnels et 27 sont des logements vacants. Le nombre de maisons est de 154 et celui des appartements de 9.

## École
La commune appartient à un Regroupement Pédagogique Intercommunal (RPI), celui des Grosne. Les classes sont réparties (en 2017) ainsi : école de Saint-Pierre-le-Vieux : petite et moyenne section maternelle, CE1,CM1 ; école de Saint-Léger-sous-la-Bussière : moyenne et grande section maternelle  ; école de Germolles-sur-Grosne : CP et CE1 ; école de Trambly : CM1, CM2.

## Économie
L'activité principale est l'agriculture. Sur le territoire communal il existe, au 31 décembre 2014, 29 établissements actifs. 
- 9 appartiennent au secteur de l’agriculture (1 salarié au total).
- 1 au secteur de l'industrie (pas de salarié)
- 4 sont  du secteur de la construction (1 salarié)
- 13 sont du secteur du commerce, des transports et des services divers (2 salariés au total)
- 2 sont  du secteur de l’administration publique, de l’enseignement, de la santé et de l’action sociale (2 salariés au total).

En 1970 était installée sur le territoire de la commune une importante entreprise employant plus de cent salariés : les établissements Perrellon (fabrique de bois de brosses).

## Lieux et monuments
Les deux châteaux de Saint-Léger-sous-la-Bussière, sont le château de Pontcharra et le château de la Féculerie (château des Terrelles ou de la Papeterie), sont, au début du XXe siècle, la propriété de la famille Plassard. Voir également le site historique du château de la Bussière dominant la vallée.

## Personnalités liées à la commune
- Marguerite de Paffi, fille de Jean de Paffi et de Constance Henry, épouse de René de Laurencin (voir Histoire), appréciait la Bussière où elle vécut et se fit enterrer dans l'église Saint-Léger (1628). L'une de ses filles, Marie de Laurencin avait épousé en 1593 Jean de Chardonnay, baron de Saint Lager (en Beaujolais /Brouilly) et co-seigneur de Salornay (Salornay sur Guye).
- Claude-Jules Plassard (1833-1909), membre du conseil d'administration du grand magasin parisien Le Bon Marché qui fut désigné pour être l'exécuteur testamentaire de Marguerite Boucicaut, sa propriétaire, décédée en 1887. Devenu gérant et porte-parole du magasin, il se retira en 1893 au château de la Féculerie (aussi appelé château des Terrelles ou château de la Papeterie). Bienfaiteur de Saint-Léger-sous-la-Bussière, il dota la commune d'un réseau de chemins vicinaux, fit construire des lavoirs et quatre ponts pour enjamber la rivière. Il dota la commune d'une usine hydro-électrique (Pontcharra) et fit édifier en 1889 une vaste église à trois nefs (architecte : Adrien Pinchard). Il fut maire de la commune et repose au cimetière, dans une chapelle funéraire[21].
- Nés le 9 décembre 1960, Philippe et Jean-Noël Deparis ont grandi à Saint-Léger. Fils d'agriculteurs, les deux jumeaux sont depuis plus de 20 ans, animateurs de l'emblématique émission La Place du Village. Ils ont arpenté, sans relâche, les villes et villages de Savoie et du lac Léman en quête de témoignages. Aujourd'hui éloignés de leur terre natale, les deux frères ne cachent pas leur attachement à ces lieux qui les ont vu grandir.

## Pour approfondir